# Tim Unwin
Tim Unwin es un geógrafo británico, y profesor.
Unwin es Presidente de la Comisión de Becas del Commonwealth. En 2007-2008 fue director y "Asesor Principal de Asociaciones" del Foro Económico Mundial para el programa de Educación con la UNESCO. De 2001-2004 lideró la Iniciativa Imfundo para el primer ministro del Reino Unido. Dicha iniciativa, dependiente del Departamento de Desarrollo Internacional, creaba asociaciones para ofrecer iniciativas educativas basadas en TIC en África. 
Desde su regreso a "Royal Holloway", en la Universidad de Londres, ha creado el colectivo ICT4D, que realiza investigaciones y enseñanza. Sus intereses de investigación incluyen la relación entre la ética y la geografía, el cambio rural contemporáneo en Europa, y la geografía histórica de la viticultura y el comercio de vino.
Sus funciones externas incluyen:
- Asesor Académico y Examinador externo del Instituto Masters of Wine
- Asesor de Alto Nivel, la Alianza Global para TIC y Desarrollo;
- Presidente de la Junta Consultiva de Eduvision;
- Comité Directivo, Online Educa Berlin